# Metsämaa

Wappen der ehemaligen Gemeinde Metsämaa

Metsämaa [ˈmɛtsæmɑː] ist eine ehemalige Gemeinde in der südwestfinnischen Landschaft Varsinais-Suomi und heute in Teil der Stadt Loimaa.
Das Kirchdorf von Metsämaa liegt am Kojonjoki-Fluss rund zwölf Kilometer nordöstlich des Stadtzentrums von Loimaa. In dem Ort befindet sich eine Holzkirche aus dem Jahr 1777. Die Gemeinde Metsämaa hatte eine Fläche von 93,0 km² und zuletzt knapp 1.200 Einwohner. Zum Jahresbeginn 1976 wurde sie in die damalige Landgemeinde Loimaa eingemeindet. 2005 vereinigte sich die Gemeinde Loimaa ihrerseits mit der Stadt Loimaa.
Die Beschreibung des Wappens lautet: Über rotem Schildfuß in Rot und Silber mit Tannenschnitt geteilt. 